# 浙东三黄
浙东三黄，亦称“东浙三黄”，指的是明末清初浙江余姚（时属绍兴府辖）的三位黄姓学者，因余姚在浙之东，故名。三位学者分别是
- 黄宗羲
- 黄宗会
- 黄宗炎

明末清初时期，东浙黄氏一门学者辈出，闻名当时。
三位学者是姚江学派的代表人物，也是浙东学派的代表人物。
这三位学者早年都参加过反清复明，失败后都致力于学术。其中黄宗羲亦是“明末清初三大思想家”和“明末清初五大師”之一。